# Endsee (Gewässer)

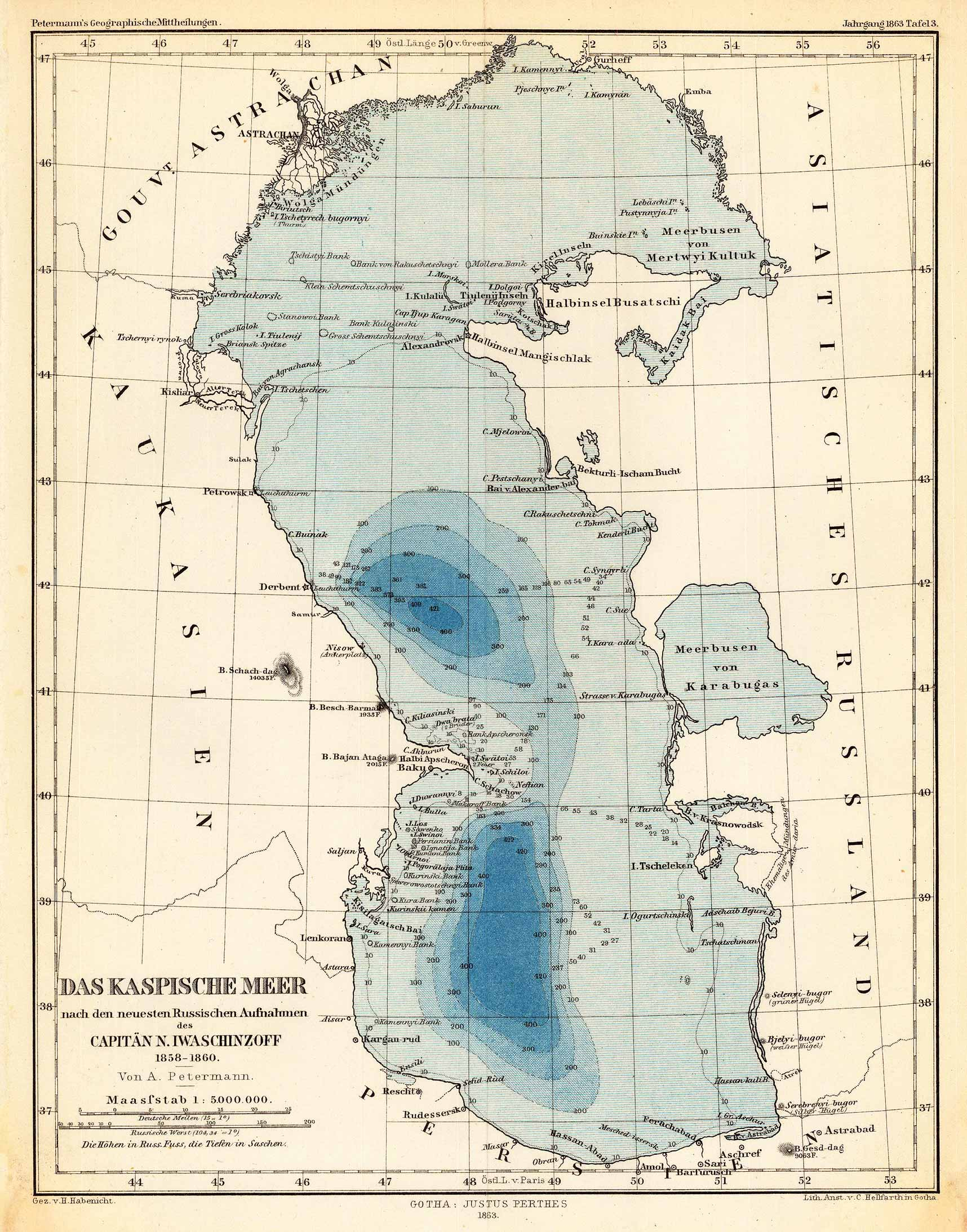
Das Kaspische Meer ist ein Endsee, da es keinen Abfluss gibt

Als Endsee wird ein abflussloser (endorheischer) See bezeichnet, in den ein Fließgewässer mündet. Endseen sind vor allem in Trockengebieten verbreitet. Oft versalzen sie im Lauf der Zeit, weil die mit den Zuflüssen eingebrachten Minerale und Salze beim Verdunsten des Wassers zurückbleiben und so ihre Konzentration darin zunimmt.
Beispiele:
1. Afrika:
  1. Makgadikgadi-Salzpfannen
  2. Ngamisee
  3. Tschadsee
  4. Turkanasee
2. Amerika:
  1. Großer Salzsee
  2. Lago de Cuitzeo
  3. Salar de Coipasa
  4. Texcoco-See
  5. Mar Chiquita
  6. Poopó-See
3. Asien:
  1. Aralsee
  2. Balchaschsee
  3. Karakul
  4. Kaspisches Meer
  5. Totes Meer
  6. Urmiasee
  7. Vansee
4. Europa:
  1. Baskuntschak
  2. Kaspisches Meer
  3. Plattensee
  4. Neusiedler See
5. Antarktika:
  1. Don-Juan-See
  2. Vandasee